# Guo Nüwang
Guo Nüwang (chiń. 郭女王; ur. 184, zm. 235) – znana również jako cesarzowa Wende. Żona władcy królestwa Wei Cao Pi.

## Pochodzenie i małżeństwo z Cao Pi
Ojcem przyszłej cesarzowej był Guo Yong, urzędnik wywodzący się z klasy średniej. Kiedy Guo Nüwang była dzieckiem była znana ze swojej inteligencji, a jej ojciec pozostający pod wielkim wrażeniem jej zdolności nadał jej nietypowe imię Nüwang ("panująca królowa"). Kiedy miała pięć lat zmarli jej rodzice i przeniosła się w roli służącej na dwór markiza Tongdi. Nie wiadomo dokładnie jak to się stało, ale po jakimś czasie stała się konkubiną Cao Pi, następcy tronu w księstwie Wei. Guo szybko została jego ulubioną konkubiną — zastępując na tym miejscu panią Zhen, która również była znana ze swojej niezwykłej urody. To właśnie Guo Nüwang doradziła mężowi w czasie sporu o sukcesję z braćmi. Zgrabnie zasiewając niezgodę pomiędzy Cao Pi a synem konkubiny Zhen Cao Rui i wmawiając mężowi, że ten ostatni nie jest jego dzieckiem – ojcem miał być poprzedni mąż pani Zhen, Yuan Xi, chociaż Cao Rui urodził się w dziesięć miesięcy po ślubie Cao Pi z panią Zhen. Guo Nüwang wyparła inne konkubiny Cao Pi i kiedy w 220 roku jej mąż zmusił ostatniego cesarza dynastii Han do abdykacji i przekształcił rangę księstwa Wei na cesarstwo Wei, zmusił panią Zhen do popełnienia samobójstwa w 221 roku i w rok później mianował Nüwang cesarzową.

## Cesarzowa
Młoda cesarzowa była opisywana jako dobra organizatorka i zarządca – sprawując władzę nad cesarskimi konkubinami traktowała je dobrze i karała tylko wtedy gdy zrobiły coś nieodpowiedniego, wiadomo też, że ukrywała ich potknięcia przed cesarzem. Odnosiła się z wielkim szacunkiem do księżnej wdowy Bian, matki cesarza i żony Cao Cao zawsze ustępując jej miejsca i obdarowując ją drogimi prezentami.
Guo Nüwang nie miała dzieci i dlatego poprosiła męża o adoptowanie Cao Rui, syna konkubiny Zhen i nadanie mu tytułu następcy tronu. Wiadomo, że opiekowała się nim i wychowywała go wspólnie z konkubiną Li, nie szczędząc wydatków na nauczycieli i dwór księcia. Przez całe późniejsze życie utrzymywała z pasierbem ciepłe, serdeczne stosunki i z zadowoleniem pozwoliła mu na objęcie regencji w czasie choroby Cao Pi. Po śmierci męża uczestniczyła w ceremonii wyniesienia pasierba na tron. Cao Rui został cesarzem przyjmując imię Ming.

## Cesarzowa wdowa
Cesarz Ming nadał pośmiertnie swojej zmarłej matce tytuł cesarzowej, a Guo Nüwang tytuł cesarzowej wdowy i wyniósł do godności szlacheckich i wysokich urzędów członków rodu Guo. Kiedy cesarzowa wdowa zmarła w 235 roku, została pochowana z wszystkimi honorami należnymi cesarzowej obok swojego męża, cesarza Cao Pi.
Rodzaj śmierci cesarzowej wdowy Guo Nüwang jest kontrowersyjny – wiarygodne źródła i kroniki podają, że konkubina Li miała wyznać cesarzowi prawdę o śmierci jego matki na co Cao Rui miał w złości pójść do komnat Guo Nüwang i zmusić ją do popełnienia samobójstwa.

## Życiorys
- Chen Shou, Kronika Trzech Królestw
- Pei Songzhi, Przypisy do Kroniki Trzech Królestw